# 埃塞爾·凱特勒姆
埃塞爾·梅·凱特勒姆（英語：Ethel May Caterham，1909年8月21日——），原姓科林斯（Collins），英國超級人瑞，世界上最長壽者，亦是英国史上最长寿者，繼西班牙人瑪麗亞·布拉尼亞斯·莫雷拉於2024年8月19日離世後成為在世最年長歐洲人。

## 生平
凱特勒姆於1909年8月21日生於英國英格蘭漢普郡希普頓貝林傑，於八名子女中排名第七，姐姐格拉迪絲·巴比拉斯（Gladys Babilas，1897年—2002年）活到104歲。她兒時於威爾特郡蒂德沃思居住，18歲時乘船前往英属印度，在軍人家庭擔任互惠生。
1931年回國後，她於晚會中結識合唱團員諾曼·凱特勒姆（Norman Caterham，1905年—1976年），二人兩年後於索爾茲伯里座堂完婚，並於索爾茲伯里哈納姆（Harnham）定居。婚後諾曼於英國陆军皇家财务部队服役，官至中校，曾於香港和直布罗陀駐守。她在香港成立託兒所，教授英語、手工藝、玩遊戲。兩名女兒於諾曼駐守直布羅陀期間出生，其後跟隨父母回到英國。她的兩名女兒皆已過世。
諾曼於1976年逝世。凱特勒姆居住於二女安妮（Anne）家的擴建部份，直至97歲仍能駕駛，一百零幾歲時還喜歡玩橋牌。2020年2月二女因癌症病逝後，她先後遷居阿什韋爾和萊特沃特的兩所療養院。

## 健康與長壽
凱特勒姆於2019年1月成為薩里郡的在世最年長者。翌年她確診COVID-19，其後痊癒。同年8月她111歲生日前不久與孫女一同接受BBC採訪，薩里希斯市長也在生日當天拜訪她。她表示她的長壽秘訣是「不論在高山或是低谷都從容面對一切」。
2022年1月22日，生於1909年2月5日的莫莉·沃克（Mollie Walker）病故，她成為英國在世最年長者。同年10月7日比她小兩天的羅絲·伊頓（Ross Eaton）去世，她成為已知最後一位受爱德华七世統治的人。
2024年8月21日，凱特勒姆迎來115歲生日，成為史上第三位活到115歲的英國人，國王查爾斯三世致函祝賀。上一位活到115歲的英國人已是1999年的安妮·詹寧斯（Annie Jennings），詹寧斯在115歲生日後八天過世。
2024年8月27日，德國超級人瑞夏洛特·克雷奇曼去世，埃塞爾·凱特勒姆以115歲6天之齡成為最後一個出生於1909年的歐洲人。
截至2024年9月21日，她是獲老人学研究组织認證的在世第四年長者，僅次於糸岡富子、伊娜·卡納巴羅·盧卡斯、伊莉莎白·弗朗西斯。
2024年10月22日，伊莉莎白·弗朗西斯於美國德克萨斯州休士頓過世，凱特勒姆成為獲認證在世第三年長者。
2024年12月29日，糸岡富子於日本逝世，凱特勒姆成為獲認證在世第二年長者。
2025年4月7日，凱特勒姆以115岁229天之龄超越夏綠蒂·休斯的记录，成为英国史上最长寿者。
2025年4月26日，日本超級人瑞林冈木逝世後，凱特勒姆成為已知最後一位生於1909年的人。
2025年4月30日，巴西修女伊娜·卡納巴羅·盧卡斯去世，凱特勒姆以115歲252天之齡成為在世最年長者，也是最後一位生於1900年代的人。

## 另見
- 最長壽者
- 獲驗證的最長壽者列表